# Gustaf Appelberg (läkare)
Karl Gustaf Otto Appelberg, född den 6 november 1918 i Helsingfors, död den 9 december 2011 i Vårdnäs i Linköpings kommun, var en finländsk-svensk läkare.
Appelberg, som var son till medicine doktor Ragnar Appelberg och Erna Nyström, avlade efter studentexamen i Kotka 1936 finländsk läkarexamen 1946, blev medicine licentiat vid Lunds universitet 1952 och svensk medborgare samma år. Han var underläkare vid barnbördshuset och gynekologiska avdelningen på Kotka lasarett 1946–1947, amanuens vid kvinnokliniken och kirurgiska kliniken på Helsingfors universitetssjukhus 1947, underläkare på Sollefteå lasarett 1947–1951, vid kvinnokliniken och radiologiska kliniken på Lunds lasarett 1951–1952, vid barnbördshuset och gynekologiska avdelningen på Gävle lasarett 1953–1955, blev förste underläkare vid barnbördshuset och gynekologiska avdelningen på Jönköpings lasarett 1955, underläkare vid kvinnokliniken på Sahlgrenska sjukhuset i Göteborg 1958, biträdande överläkare vid kvinnokliniken på Norrköpings lasarett 1959 och överläkare vid kvinnokliniken på Regionsjukhuset i Linköping 1973. Han författade skrifter i gynekologi.